# زیردریایی کلاس اوبرون
زیردریایی کلاس اوبرون (به انگلیسی: Oberon-class submarine) یک کلاس از زیردریایی است که طول آن ۲۹۵٫۲ فوت (۹۰٫۰ متر) می‌باشد.